# Coppa di Germania 2013-2014 (hockey su pista)
La Coppa di Germania 2013-2014 è stata la 28ª edizione dell'omonima competizione tedesca di hockey su pista riservata alle squadre di club. Il torneo, organizzato dalla Federazione di pattinaggio della Germania, ha avuto inizio il 18 gennaio e si è concluso l'8 giugno 2014.
Il torneo è stato vinto dal Germania Herringen per la 2ª volta nella sua storia.

## Primo turno
| Squadra 1       | Risultato | Squadra 2      |
| --------------- | --------- | -------------- |
| 18 gennaio 2014 |           |                |
| Ansbach         | 2 - 8     | Recklinghausen |

## Ottavi di finale
| Squadra 1        | Risultato | Squadra 2       |
| ---------------- | --------- | --------------- |
| 15 febbraio 2014 |           |                 |
| Darmstadt        | 16 - 1    | Recklinghausen  |
| Bison Calenberg  | 2 - 6     | Iserlohn        |
| ISO Remscheid    | 3 - 15    | Walsum          |
| TSG Darmstadt    | 10 - 6    | Schwerte        |
| 22 febbraio 2014 |           |                 |
| Krefeld          | 5 - 7     | Remscheid       |
| Moskitos         | 3 - 8     | Düsseldorf Nord |

- Germania Herringen e Cronenberg: ammesse ai quarti di finale.

## Quarti di finale
| Squadra 1          | Risultato | Squadra 2       |
| ------------------ | --------- | --------------- |
| 29 marzo 2014      |           |                 |
| Germania Herringen | 6 - 2     | Remscheid       |
| Darmstadt          | 8 - 1     | Cronenberg      |
| TSG Darmstadt      | 1 - 10    | Walsum          |
| Iserlohn           | 5 - 0     | Düsseldorf Nord |

## Semifinali
| Squadra 1          | Risultato | Squadra 2 |
| ------------------ | --------- | --------- |
| 26 aprile 2014     |           |           |
| Darmstadt          | 3 - 6     | Iserlohn  |
| Germania Herringen | 9 - 1     | Walsum    |

## Finale
| Iserlohn 7 giugno 2014 Finale di Andata | Iserlohn | 1 – 4 | Germania Herringen | Hembergsporthalle |

| Hamm 8 giugno 2014 Finale di Ritorno | Germania Herringen | 8 – 1 | Iserlohn | Glückauf Arena |

## Campioni
| Vincitore Coppa di Germania 2013-2014 |
| ------------------------------------- |
| Germania Herringen 2º titolo          |